# 20 novembre 1972
Le lundi 20 novembre 1972 est le 325e jour de l'année 1972.

## Naissances
- Arnaud Malherbe, athlète sud-africain spécialiste du 400 m
- Corinne Niogret, biathlète française
- Ed Benes, dessinateur de comics brésilien
- Jérôme Alonzo, footballeur français
- Johan Åkerman, joueur de hockey sur glace suédois
- Skander Souayah, joueur tunisien de football
- Sophie Beaudouin-Hubière, personnalité politique française
- Takeshi Nozue, réalisateur japonais
- Tatiana Turanskaya, femme politique transnistrienne
- Thomas Raber, compositeur autrichien
- Yanick Dupré (mort le 16 août 1997), joueur de hockey sur glace canadien

## Décès
- Ennio Flaiano (né le 5 mars 1910), écrivain italien
- Erwin Stresemann (né le 22 novembre 1889), ornithologue et historien des sciences allemand (1889-1972)
- Eugénie Éboué-Tell (née le 23 novembre 1891), femme politique française
- René Icher (né le 14 décembre 1900), personnalité politique française